# Saint-Bonnet-en-Champsaur
Saint-Bonnet-en-Champsaur ist eine französische Gemeinde mit 2.081 Einwohnern (Stand: 1. Januar 2022) im Département Hautes-Alpes in der Region Provence-Alpes-Côte d’Azur. Sie gehört zum Arrondissement Gap. Der Sitz des Gemeindeverbands Communauté de communes Champsaur-Valgaudemar und das Bureau centralisateur des gleichnamigen Kantons befindet sich in der Gemeinde.
Die Gemeinde erhielt 2024 die Auszeichnung „Zwei Blumen“, die vom Conseil national des villes et villages fleuris (CNVVF) im Rahmen des jährlichen Wettbewerbs der blumengeschmückten Städte und Dörfer verliehen wird.
Saint-Bonnet-en-Champsaur erhielt 2022 die Auszeichnung Village étape, die vom französischen Umweltministerium nach Prüfung der Erfüllung der entsprechenden Kriterien verliehen wurde.
Die Gemeinde entstand mit Wirkung vom 1. Januar 2013 als Commune nouvelle durch Zusammenlegung der bis dahin selbstständigen Gemeinden Saint-Bonnet-en-Champsaur, Bénévent-et-Charbillac und Les Infournas, die fortan den Status von Communes déléguées besitzen. Der Verwaltungssitz befindet sich im Ort Saint-Bonnet-en-Champsaur.

## Gemeindegliederung
| Commune déléguée                            | Ehemaliger INSEE-Code | PLZ   | Fläche (km²) | Einwohnerzahl (2022) |
| ------------------------------------------- | --------------------- | ----- | ------------ | -------------------- |
| Saint-Bonnet-en-Champsaur (Verwaltungssitz) | 05132                 | 05500 | 15,01        | 1.761                |
| Bénévent-et-Charbillac                      | 05020                 | 05500 | 12,15        | 0292                 |
| Les Infournas                               | 05067                 | 05500 | 08,69        | 0028                 |

## Geografie

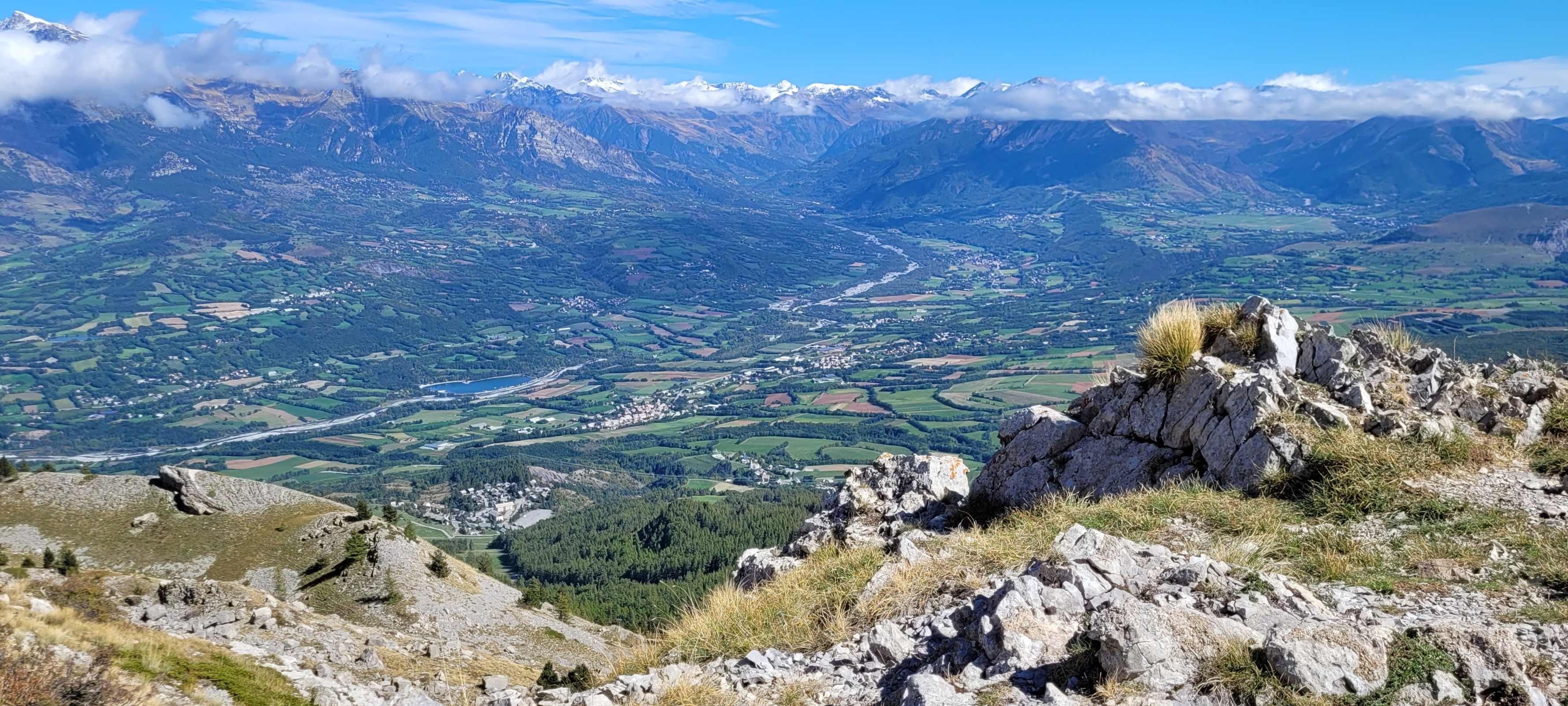
Blick auf Saint-Bonnet-en-Champsaur und auf das Pelvoux-Massif

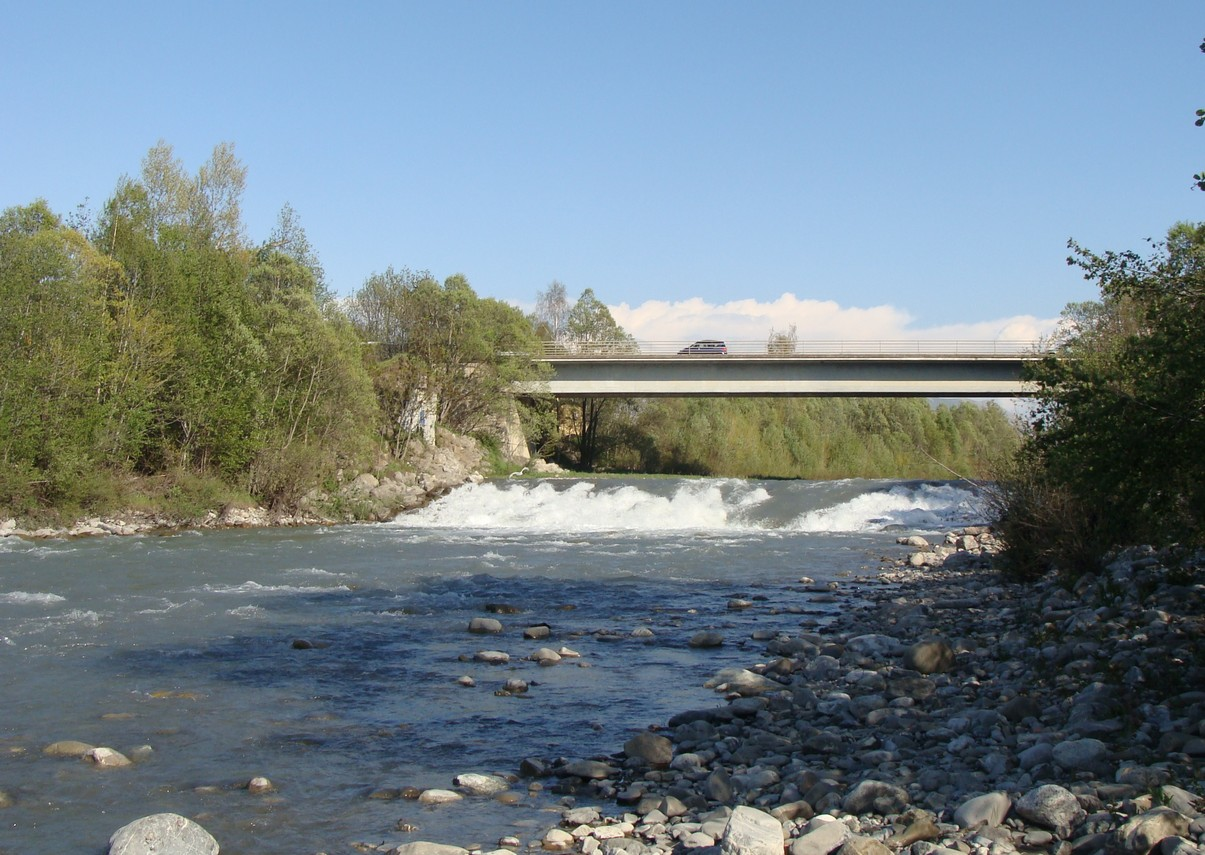
Brücke von Saint-Bonnet-en-Champsaur über den Drac

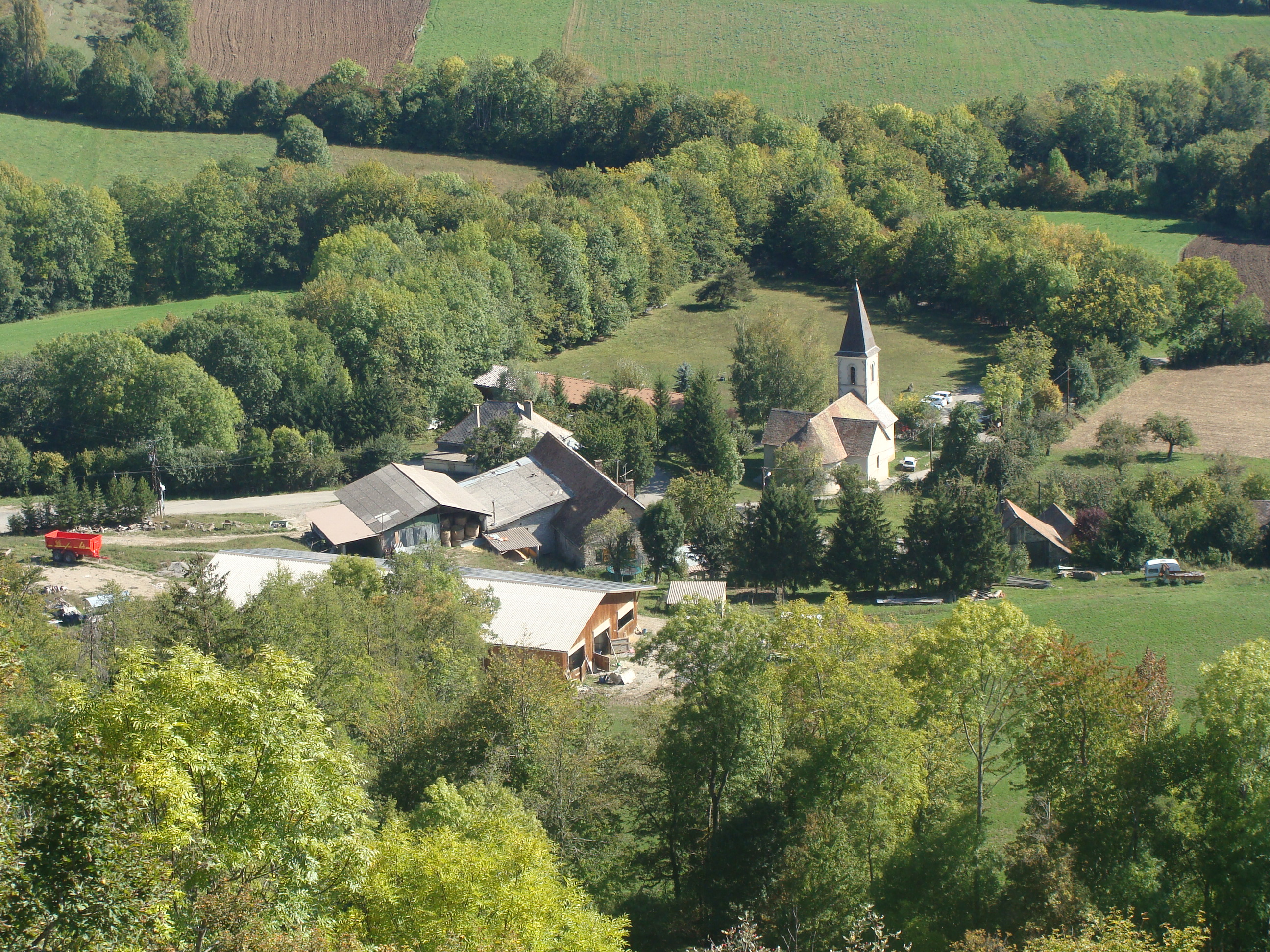
Bocage im Weiler Les Gentillons

Saint-Bonnet-en-Champsaur liegt etwa 62 Kilometer südsüdöstlich von Grenoble und etwa 14 Kilometer nördlich von Gap in der Région naturelle des Gapençais im Südosten der historischen Landschaft der Dauphiné. Die Gemeinde befindet sich im Champsaur, dem Hochtal des Drac. Das Gemeindegebiet wird eingerahmt vom Dévoluy-Massiv im Westen und dem Pelvoux-Massif im Nordosten.
Der Bocage war vor der Flurbereinigung, die in den 1950er Jahren begann, in Frankreich eine verbreitete Landschaft, die hier auf über 1000 m Höhe eine bemerkenswerte Artenvielfalt erhalten hat. Es ist ein Geflecht aus kultivierten Eschenhecken zwischen Ackerflächen, Weiden und Wäldern. Diese Bocagelandschaft wurde im Laufe des 18. Jahrhunderts angelegt und erstreckt sich auf zwischen 800 und 1350 Meter Meereshöhe. Es sollte zunächst den Holz- und Futterbedarf des Tals zu decken, an dem es schmerzlich mangelte.
Die gebirgige Landschaft ruft zahlreiche Fließgewässer hervor. Das Gemeindegebiet wird außer vom Drac
- vom Ruisseau du Prieuré,
- vom Ruisseau des Lapins,
- vom Flüsschen Bourriguet,
- vom Torrent de Durmillouse,
- vom Riou Cros,
- vom zeitweise trockenfallenden Riou de l’Aviache,
- vom Ruisseau Martin,
- vom Riou Maffren,
- vom zeitweise trockenfallenden Ruisseau de Pignatelle,
- vom Ruisseau de Crouzerat,
- vom Ruisseau de Pisançon,
- vom Torrent de Merdarel,
- vom Torrent de la Séveraissette

und von zahlreichen kleineren Bächen entwässert.
Der See von Barbeyroux ist ein Speicherbecken, das einst zur Wasserversorgung der Bauern von Saint-Michel-de-Chaillol und Saint-Bonnet-en-Champsaur im Sommer diente.
Das Zentrum im Ort Saint-Bonnet-en-Champsaur liegt über dem rechten Ufer des Drac erhöht auf einem Felsvorsprung auf einer Höhe von etwa 1010 m. Das Gemeindegebiet erstreckt sich vom Drac-Tal bis zum Gebirgskamm, der die Grenze zur Nachbargemeinde La Motte-en-Champsaur bildet, auf über 2100 m Höhe, was einen Höhenunterschied innerhalb des Gemeindeareals von etwa 400 Meter ausmacht. Die höchste Erhebung ist im äußersten Nordosten mit 2442 m am Berg Queyron zu finden, die niedrigste mit 923 m im Südwesten an der Mündung des Torrent de la Séveraissette in den Drac.

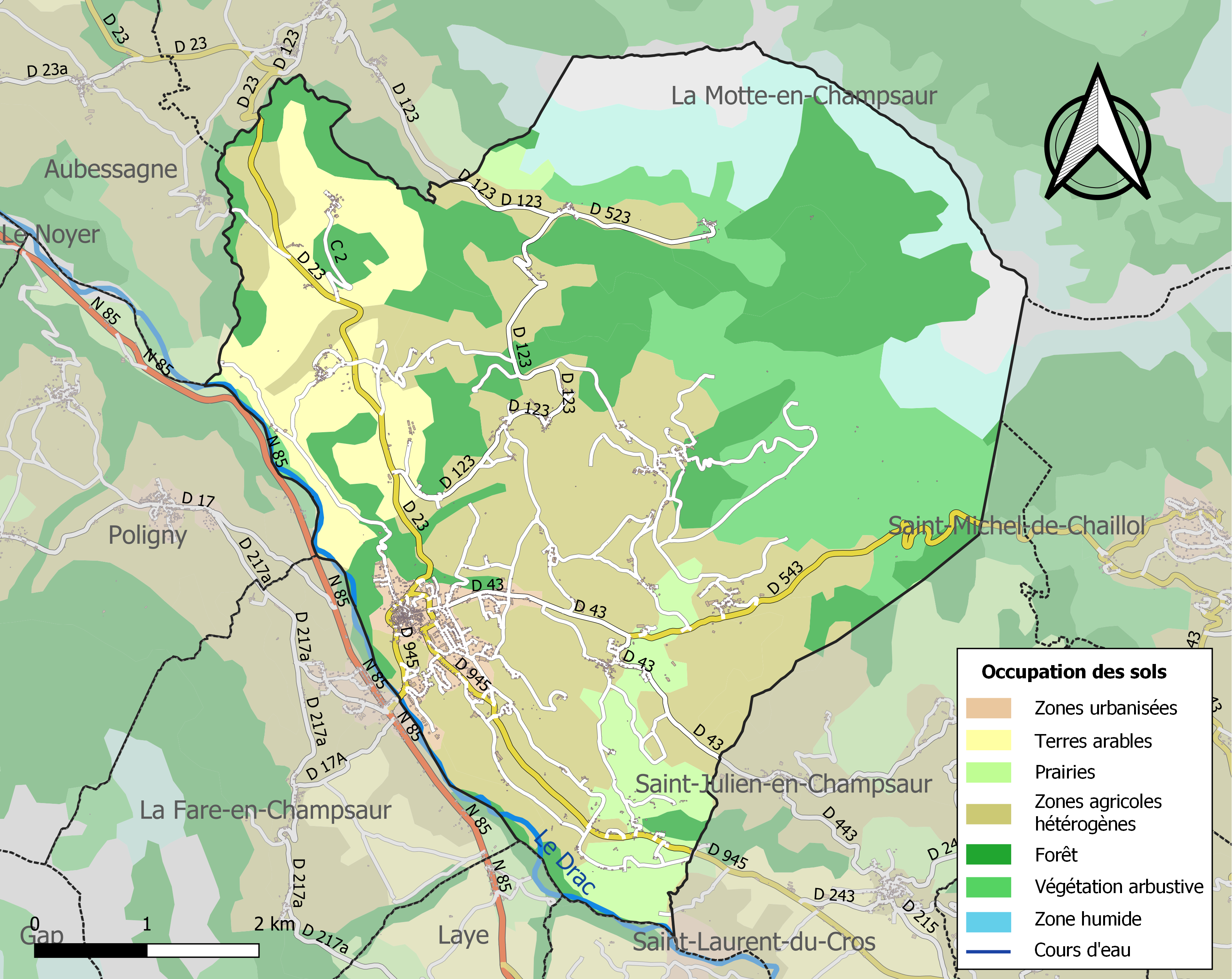
Bodennutzung, Hydrografie und Infrastruktur von Saint-Bonnet-en-Champsaur (2018)

Teile des Gebiets von Saint-Bonnet-en-Champsaur gehören zu den ZNIEFF-Naturzonen
- „Vallons de Molines-en-Champsaur (vallons du Peyron et de la Muande) – versants sud-est du Vieux Chaillol et ubac du Pic Queyrel“ (930012799),
- „Bocage du Champsaur de Saint-Michel-de-Chaillol à Saint-Jacques-en-Valgodemard“ (930012800),
- „Le Drac, la Séveraisse et leur confluence“ (930020114) und
- „Partie sud-ouest du massif et du Parc national des Écrins – entrée de la vallée du Valgodemard – grun de Saint-Maurice – vallée de la Séveraissette – le Cuchon – Pic Queyrel – versant oust du Vieux Chaillol“ (930020401).[5]

Rund 48 % der Fläche der Gemeinde werden landwirtschaftlich, hauptsächlich heterogen, genutzt, rund 25 % sind bewaldet, rund 13 % entfallen auf Gebiete mit Strauch- und/oder Kräutervegetation, 12 % auf Freiflächen mit wenig oder keiner Vegetation, besonders im Nordosten an den Hochgebirgshängen sowie rund 3 % entfallen auf bebaute Flächen.
Nachbargemeinden von Saint-Bonnet-en-Champsaur sind:
- La Motte-en-Champsaur im Norden,
- Saint-Michel-de-Chaillol im Nordosten,
- Saint-Julien-en-Champsaur im Südosten,
- Saint-Laurent-du-Cros im Süden,
- Laye im Süden,
- La Fare-en-Champsaur im Südwesten,
- Poligny im Westen und
- Aubessagne im Nordwesten.

## Klima
|                        | Jan  | Feb  | Mär  | Apr  | Mai  | Jun  | Jul  | Aug  | Sep  | Okt  | Nov | Dez  |   |      |
| Mittl. Temperatur (°C) | −4,7 | −4   | −0,1 | 3,2  | 8    | 13,1 | 15,3 | 15,2 | 11,4 | 7,2  | 0,4 | −3,6 | ⌀ | 5,2  |
| Mittl. Tagesmax. (°C)  | −0,5 | 0,6  | 4,1  | 7,6  | 12,5 | 17,7 | 20   | 20   | 16,1 | 11,9 | 4,8 | 0,5  | ⌀ | 9,7  |
| Mittl. Tagesmin. (°C)  | −8,7 | −8,5 | −4,9 | −2,1 | 2,1  | 7    | 9,2  | 9,4  | 6,1  | 2,3  | −4  | −7,7 | ⌀ | 0,1  |
|                        |      |      |      |      |      |      |      |      |      |      |     |      |   |      |
| Niederschlag (mm)      | 108  | 85   | 88   | 100  | 109  | 88   | 60   | 59   | 81   | 110  | 139 | 121  | Σ | 1148 |
|                        |      |      |      |      |      |      |      |      |      |      |     |      |   |      |
| Sonnenstunden (h/d)    | 5,6  | 6,3  | 7,3  | 8,5  | 9,2  | 10,8 | 11,5 | 10,7 | 8,6  | 6,8  | 5,7 | 5,3  | ⌀ | 8    |
|                        |      |      |      |      |      |      |      |      |      |      |     |      |   |      |
| Regentage (d)          | 8    | 7    | 7    | 9    | 11   | 9    | 7    | 7    | 7    | 8    | 9   | 8    | Σ | 97   |
|                        |      |      |      |      |      |      |      |      |      |      |     |      |   |      |
| Luftfeuchtigkeit (%)   | 70   | 70   | 72   | 73   | 72   | 67   | 61   | 61   | 67   | 73   | 76  | 71   | ⌀ | 69,4 |

| −8,7 |

| −8,5 |

| −4,9 |

| −2,1 |

| 2,1 |

| 7 |

| 9,2 |

| 9,4 |

| 6,1 |

| 2,3 |

| −4 |

| −7,7 |

| −8,7 |

| −8,5 |

| −4,9 |

| −2,1 |

| 2,1 |

| 7 |

| 9,2 |

| 9,4 |

| 6,1 |

| 2,3 |

| −4 |

| −7,7 |

Das Klima ist als Winterfeuchtkaltes Klima (Dfb-Klima) kalt und gemäßigt nach Köppen und Geiger klassifiziert. Die Temperatur im Jahresdurchschnitt beträgt 5,1 °C Es gibt viel Niederschlag, selbst im trockensten Monat August. Die Luftfeuchtigkeit ist das ganze Jahr über hoch. Die Angaben von Temperatur, Niederschlag, Regentage und Luftfeuchtigkeit basieren auf Daten von 1991 bis 2021, Sonnenstunden auf Daten von 1999 bis 2019.

## Sehenswürdigkeiten
im Ort Saint-Bonnet-en-Champsaur
- Pfarrkirche Saint-Bonnet aus dem 17. Jahrhundert
- Kapelle La Sainte-Famille, 1872 errichtet
- Kapelle Saint-Roch, 1858 neu gebaut
- Kapelle im Weiler Les Combes, erbaut 1862
- Kapelle im Weiler Villard-Trottier, errichtet 1856
- Sogenannte Tounes, Arkaden im Erdgeschoss der Häuser einst für Händler oder Pferdeställe
- Haus mit Turm an der Place Grenette

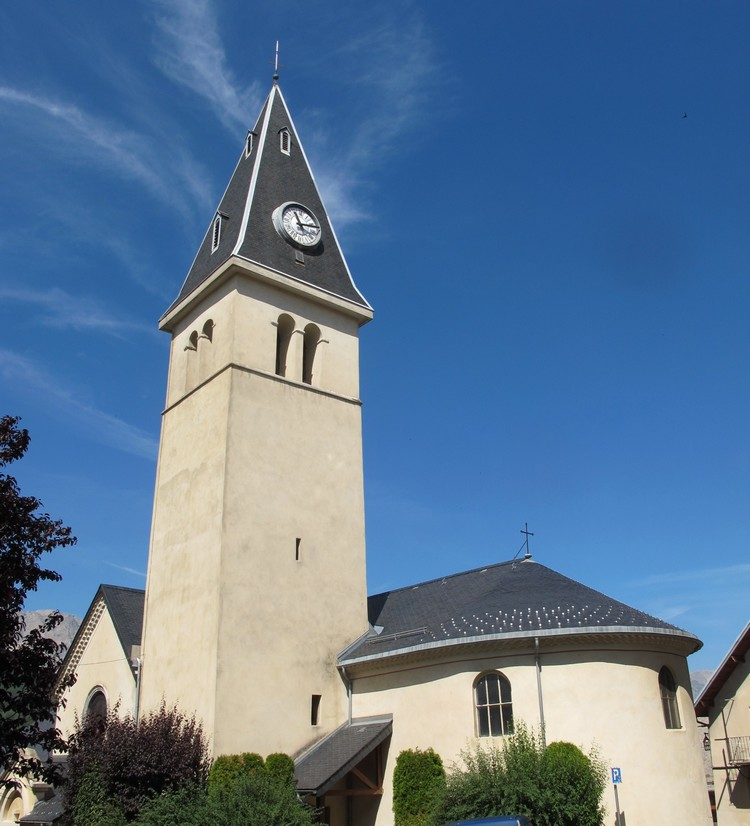
Pfarrkirche Saint-Bonnet
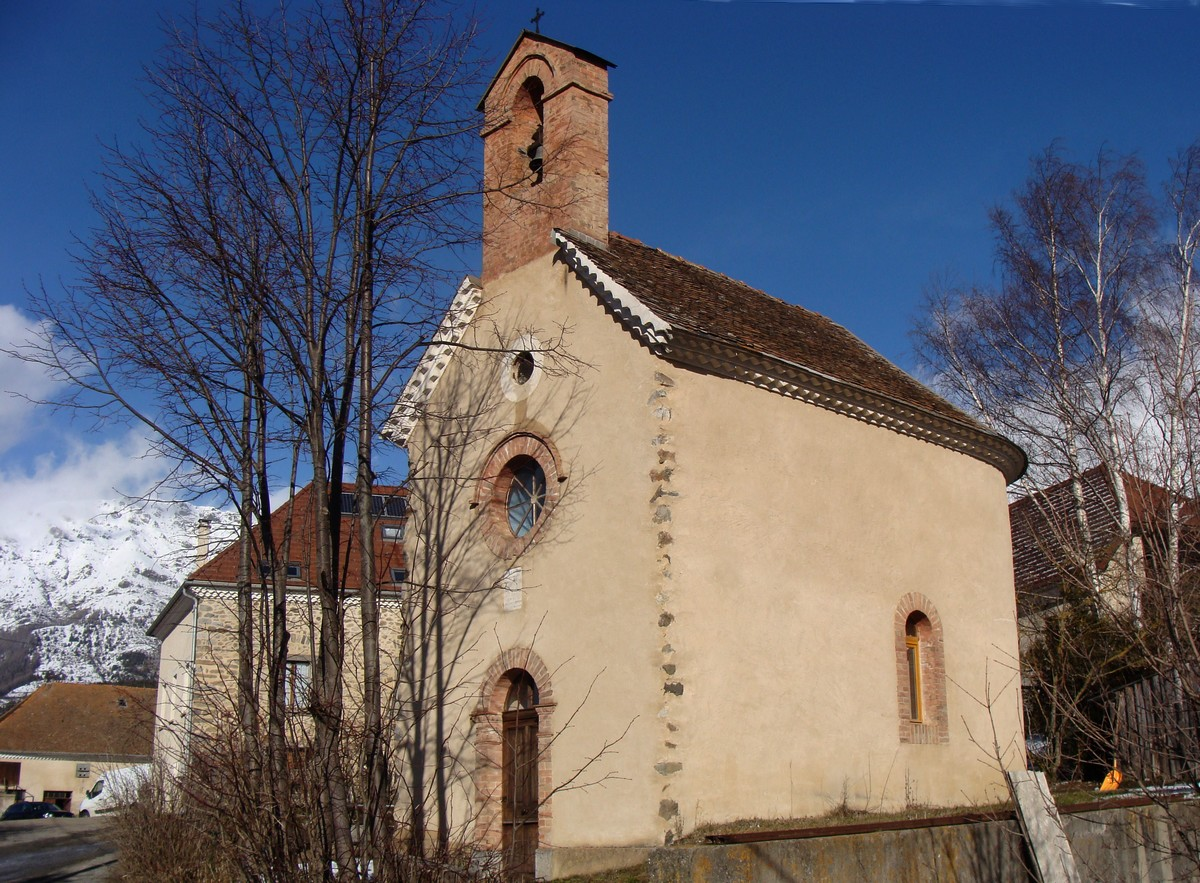
Kapelle La Sainte-Famille
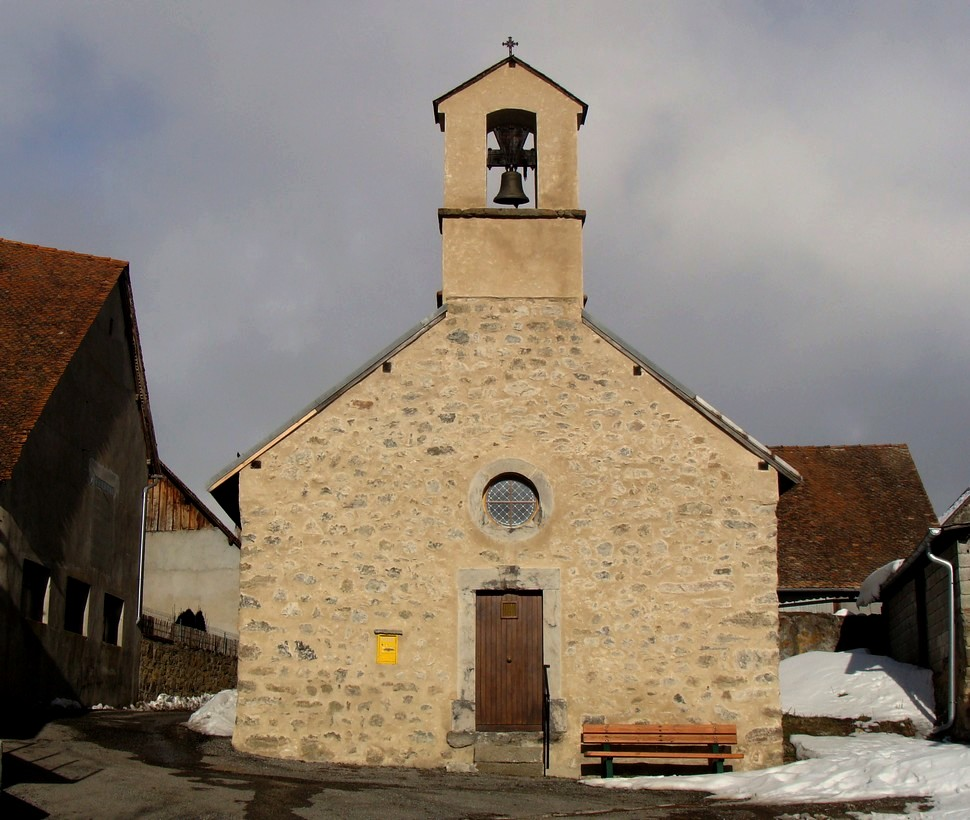
Kapelle Saint-Roch
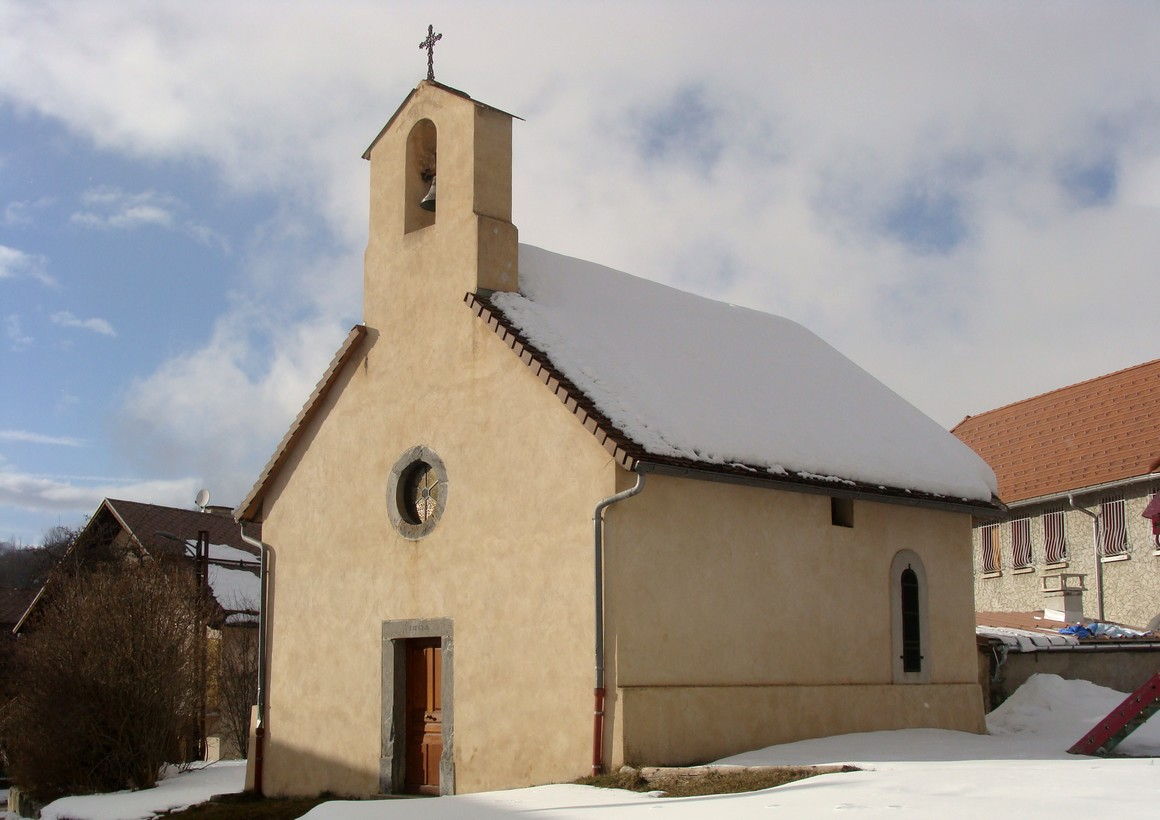
Kapelle Les Combes
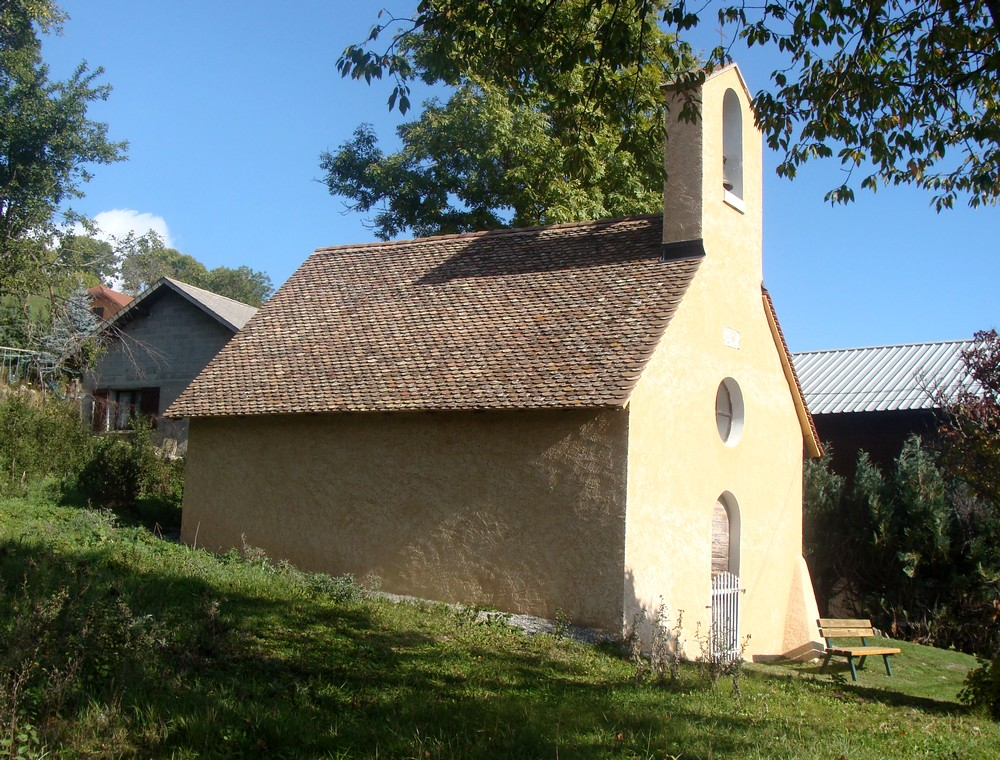
Kapelle Villard-Trottier
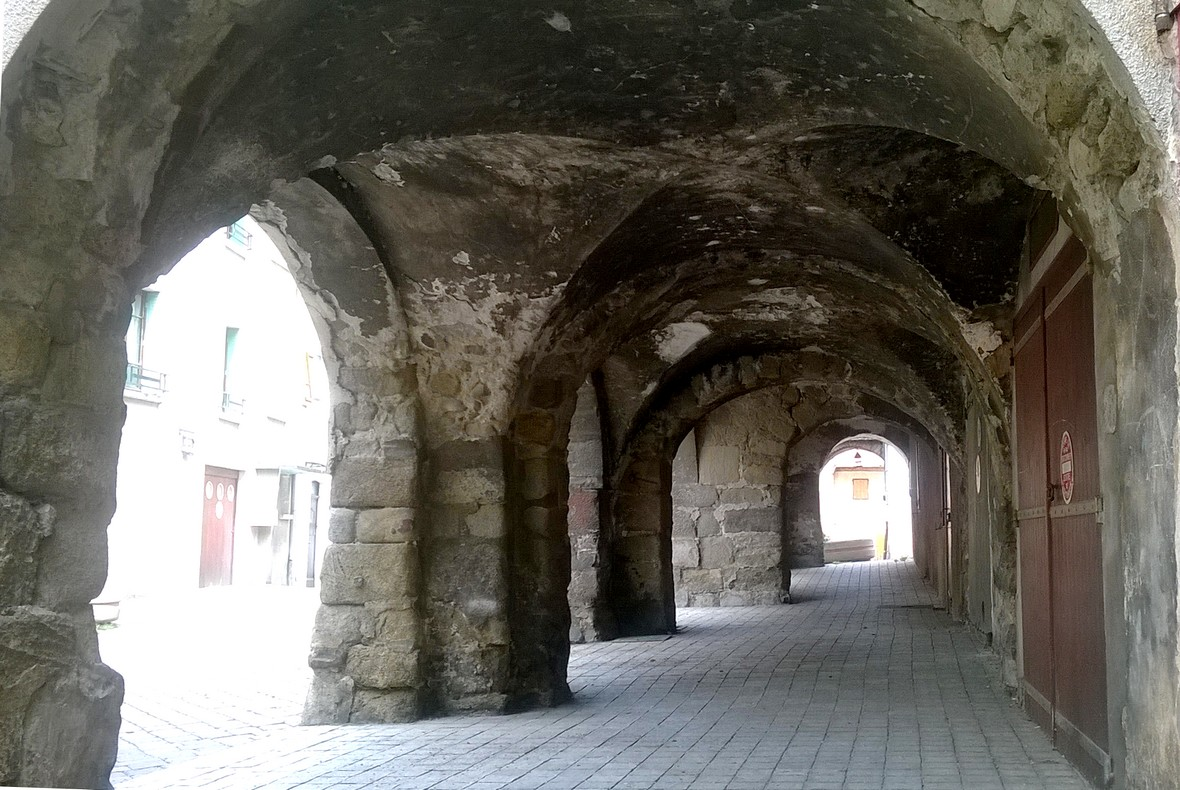
Tounes
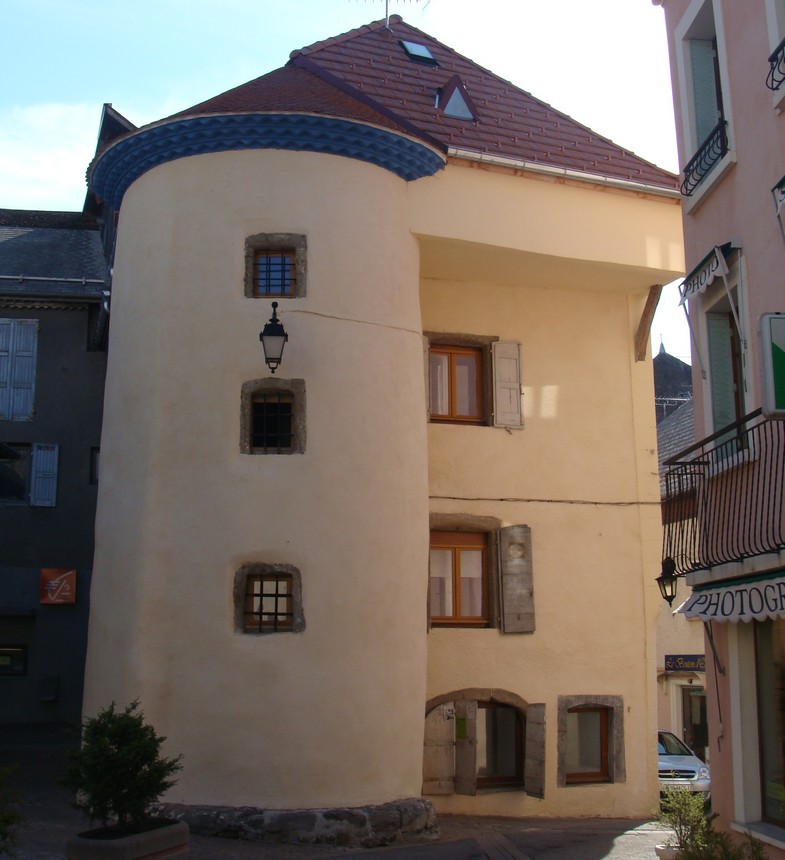
Haus mit Turm an der Place Grenette

in Bénévent-et-Charbillac
- Pfarrkirche Saint-Pancrace, erbaut 1845
- Kapelle Saint-Grégoire, genannt Kapelle Les Pétètes, erbaut 1743, als Monument historique klassifiziert
- Kapelle Saint-Paul, errichtet zwischen 1864 und 1875
- Kapelle Saint-Michel auf der La Serre des trois Croix, vermutlich in der zweiten Hälfte des 18. Jahrhunderts erbaut

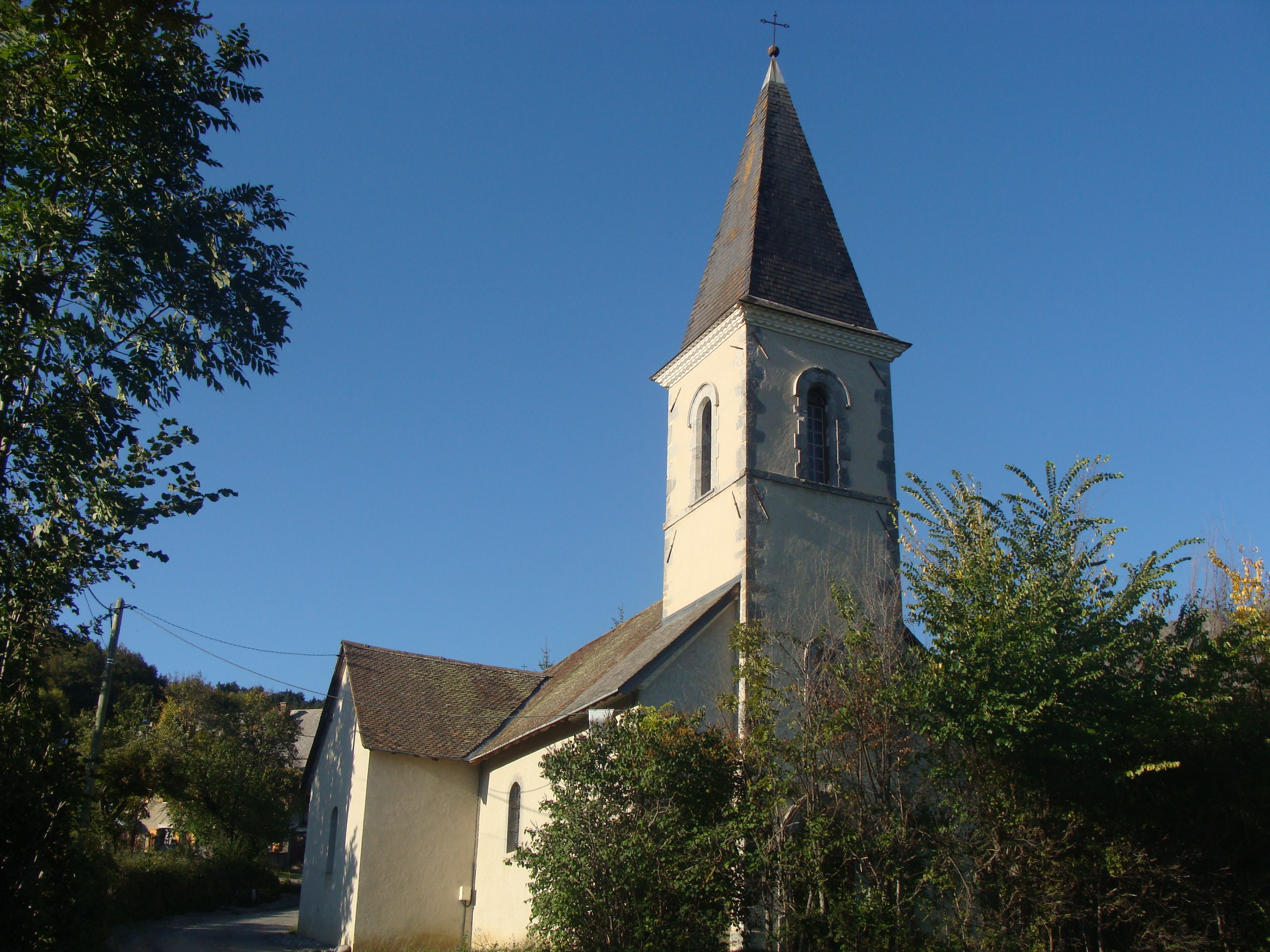
Pfarrkirche Saint-Pancrace
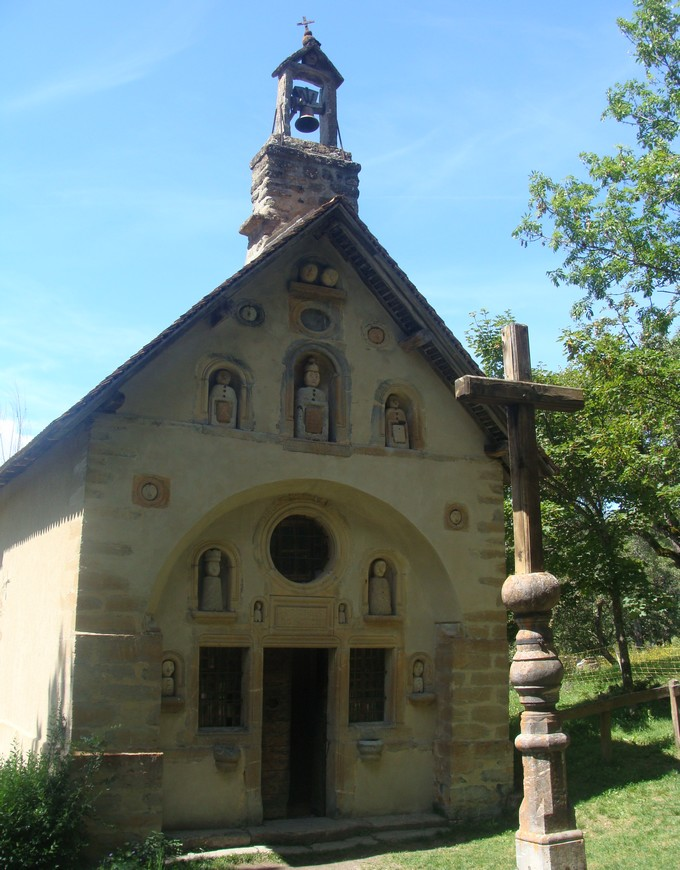
Kapelle Saint-Grégoire
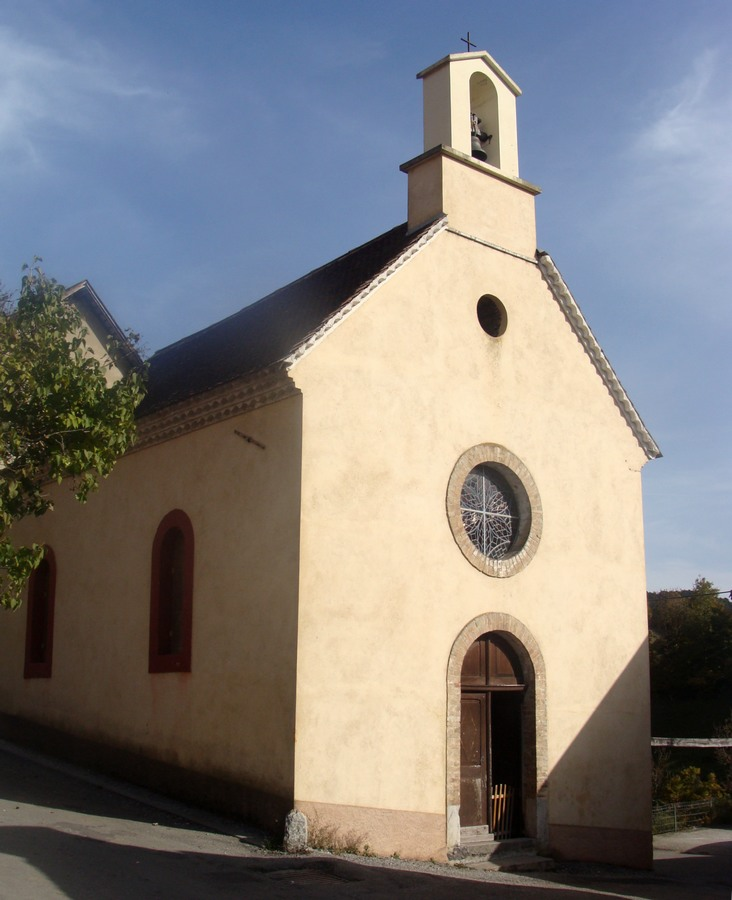
Kapelle Saint-Paul
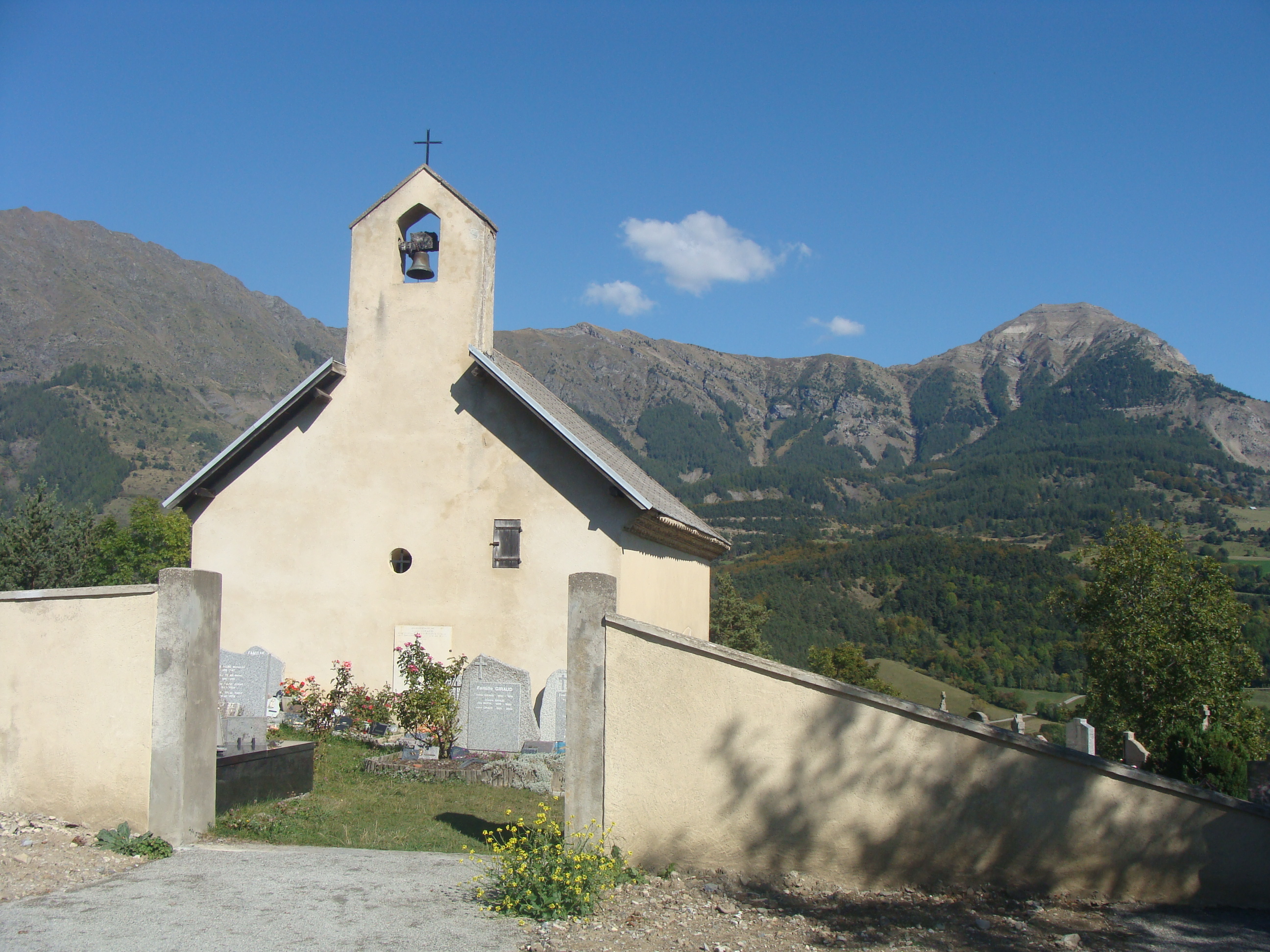
Kapelle Saint-Michel

## Sport und Freizeit
Die Nähe der Berge ermöglicht die Ausübung vieler Sommersportarten (Wandern, Klettern, Paragliding) und Wintersportarten (Skisport, Schneeschuhwandern). Die Gebirgsbäche und der Drac erlauben Wassersportarten wie Rafting oder Kajakfahren. Ein Centre aquadique mit einem Solarium lädt zum Baden und Entspannen ein.
Der GR 50, genannt Tour du Parc National des Ecrins, ein 371 Kilometer langer Rundweg in den Départements Hautes-Alpes und Isère, führt quer durch das nördliche Gemeindegebiet.

## Bildung
Die Gemeinde verfügt über eine öffentliche Vor- und Grundschule (École Primaire) mit 192 Schülerinnen und Schülern im Schuljahr 2024/2025.

## Wirtschaft
| Saint-Bonnet-en-Champsaur | Saint-Bonnet-en-Champsaur | Saint-Bonnet-en-Champsaur | Département | Département | Département | Metropolitan-Frankreich | Metropolitan-Frankreich | Metropolitan-Frankreich |
| ------------------------- | ------------------------- | ------------------------- | ----------- | ----------- | ----------- | ----------------------- | ----------------------- | ----------------------- |
| Gesamt                    | Männer                    | Frauen                    | Gesamt      | Männer      | Frauen      | Gesamt                  | Männer                  | Frauen                  |
| 73,9 %                    | 76,3 %                    | 71,5 %                    | 76,6 %      | 78,1 %      | 75,2 %      | 74,9 %                  | 77,5 %                  | 72,3 %                  |

Die Beschäftigungsrate der Gemeinde ist niedriger als die des Départements Hautes-Alpes und die von Metropolitan-Frankreich. Im Vergleich zu 2015 fiel die Gesamtquote der Gemeinde um 1,1 %. Rund 9 % sind in der Landwirtschaft angestellt. Die meisten Beschäftigten sind im Dienstleistungs- oder im Informationssektor in privaten Unternehmen oder öffentlichen Einrichtungen beschäftigt. Die meisten Beschäftigten der Bewohner sind Auspendler. 58 % der Beschäftigten von Saint-Bonnet-en-Champsaur arbeiteten 2021 in einer anderen Gemeinde, 4,4 % mehr als in 2015. Dieser Wert ist höher als im Durchschnitt des Départements (46,7 %), aber niedriger als in Metropolitan-Frankreich (67,7 %). Dabei benutzten sie zu 78,4 % ein Auto, einen Last- oder Lieferwagen, nur 1,5 % ein öffentliches Verkehrsmittel. Letzteres zeigt ein Defizit an Möglichkeiten, ein umweltfreundliches Verkehrsmittel auf dem Weg zur Arbeit zu nutzen.
| Saint-Bonnet-en-Champsaur | Saint-Bonnet-en-Champsaur | Saint-Bonnet-en-Champsaur | Saint-Bonnet-en-Champsaur | Département | Département | Département | Département | Metropolitan-Frankreich | Metropolitan-Frankreich | Metropolitan-Frankreich | Metropolitan-Frankreich |
| ------------------------- | ------------------------- | ------------------------- | ------------------------- | ----------- | ----------- | ----------- | ----------- | ----------------------- | ----------------------- | ----------------------- | ----------------------- |
| Gesamt                    | 15–24                     | 25–54                     | 55–64                     | Gesamt      | 15–24       | 25–54       | 55–64       | Gesamt                  | 15–24                   | 25–54                   | 55–64                   |
| 7,7 %                     | 21,0 %                    | 5,9 %                     | 9,8 %                     | 9,2 %       | 18,3 %      | 8,5 %       | 7,7 %       | 11,7 %                  | 23,2 %                  | 10,5 %                  | 9,8 %                   |

Die Arbeitslosenquote zeigt ein relativ positives Bild. Sie ist bis auf den Wert der 55- bis 64-Jährigen niedriger im Vergleich zum Département und zu Metropolitan-Frankreich. Im Vergleich zu 2015 fiel die Gesamtarbeitslosenquote der Gemeinde um 0,6 %, in der Altersklasse der 15- bis 24-Jährigen um 4 %. Allerdings erhöhte sich der Wert für die 55- bis 64-Jährigen im gleichen Zeitraum um 0,4 %.

## Verkehr
Die Route nationale 85 zwischen Grenoble und Gap, genannt Route Napoléon, verläuft auf dem gegenüberliegenden Ufer des Drac. Über eine Brücke in La Fare-en-Champsaur gelangt man von der Nationalstraße in das Zentrum von Saint-Bonnet-en-Champsaur. Die Departementsstraße D 945, die ehemalige Route nationale 545, beginnt hier und endet nach elf Kilometern in südöstlicher Richtung an Saint-Julien-en-Champsaur vorbei bei Chabottes. Nachgeordnete Departementsstraßen und lokale Landstraßen verbinden das Zentrum mit den Ortsteilen und weiteren Nachbargemeinden.
Busse einer Linie des Transportunternehmens der Region Auvergne-Rhône-Alpes verkehren ein- bis zweimal täglich zwischen Grenoble und Gap über Saint-Bonnet-en-Champsaur.

## Gemeindepartnerschaften
- Waldems in Hessen, Deutschland

## Persönlichkeiten
- François de Bonne, duc de Lesdiguières (1543–1626), französischer Heerführer, Gouverneur der Dauphiné, der letzte Connétable von Frankreich und Marschall von Frankreich, geboren in Saint-Bonnet-en-Champsaur
- Joseph Pellegrin de Million (1759–1832), französischer General der Französischen Revolution und der Koalitionskriege, geboren in Saint-Bonnet-en-Champsaur
- Eugène Eyraud (1820–1868), französischer Missionar, geboren in Saint-Bonnet-en-Champsaur
- Elian Judas Finbert (1899–1977), französisch/jüdischer Schriftsteller, lebte zwischenzeitlich in Saint-Bonnet-en-Champsaur
- Paul Robert (1910–1980), französischer Romanist und Lexikograf, Autor des Wörterbuchs Le Grand Robert de la langue française, stammt au seiner Familie aus Saint-Bonnet-en-Champsaur
- Joseph-André Motte (1925–2013), französischer Designer und Innenarchitekt, geboren in Saint-Bonnet-en-Champsaur
- Vivian Maier (1926–2009), US-amerikanische Straßenfotografin, lebte zwischen 1932 und 1938 in Saint-Bonnet-en-Champsaur
- Michel Crespin (1955–2001), französischer Comiczeichner, geboren in Saint-Bonnet-en-Champsaur
- Jean-Michel Bertrand (1959–), französischer Dokumentarfilmer über das Leben von Wölfen, geboren in Saint-Bonnet-en-Champsaur